# آندره بروله
آندره بروله (فرانسوی: André Brulé‎؛ ۴ فوریهٔ ۱۹۲۲ – ۳ مارس ۲۰۱۵) دوچرخه‌سوار اهل فرانسه بود.